# Kongebesøg i Rebild og Ålborg
Kongebesøg i Rebild og Ålborg er en dansk dokumentarisk optagelse fra 1956.

## Handling
4. juli-fest i Rebild Bakker. Kong Frederik 9. og dronning Ingrid deltager i festlighederne. Efterfølgende gæster kongeparret og prinsesserne Benedikte og Anne-Marie også Aalborg.